# Densitometria óssea
A densitometria óssea é um método de diagnóstico para a osteoporose e osteopenia. É considerado o exame de referência para se medir a densidade mineral óssea. O equipamento mais utilizado para este exame usa a técnica de Absorciometria de Energia Dupla de Raios X ou  DEXA (sigla em inglês para Dual Energy X-ray Absorptiometry).
A técnica DEXA pode avaliar a densidade óssea em vários locais, os três mais comuns são: coluna lombar, colo do fêmur (anca total) e antebraço (rádio distal).
Os aparelhos utilizados aliam precisão e rapidez na execução dos exames, o paciente não necessita de preparo especial e nem estar em jejum.  Embora haja exposição à radiação, ela é baixa, da ordem de 0.001 mSv.

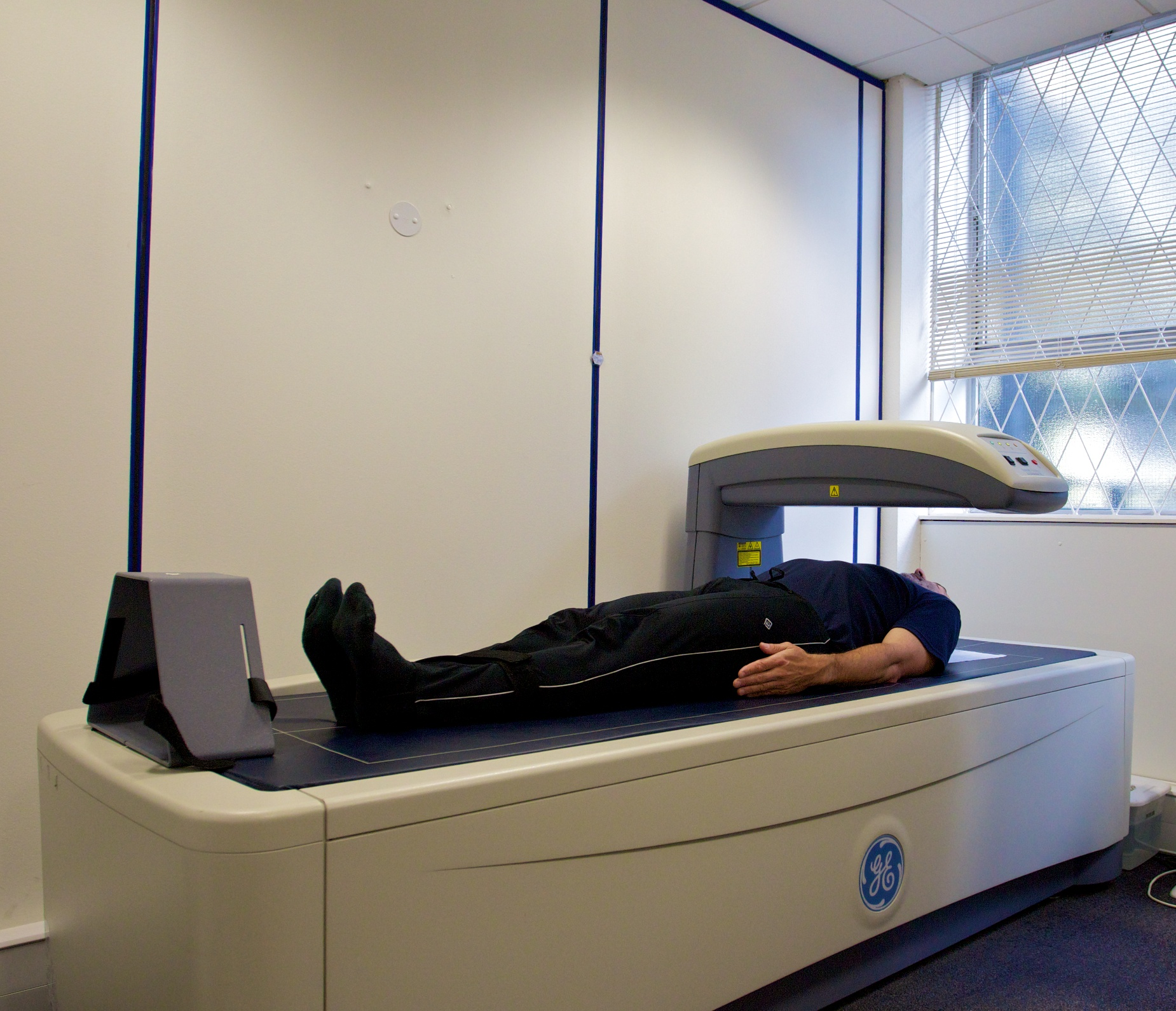
Equipamento para densitometria óssea usando a técnica DEXA

A técnica funciona medindo-se a intensidade dos raios X que atravessam o corpo. Os raios X são absorvidos pelos tecidos moles (músculos, gordura, pele, etc) e ossos. Como os ossos possuem maior densidade e elementos de número atômico mais alto, eles absorvem os raios X mais fortemente que os tecidos moles. Além disso, os raios X são absorvidos de forma diferente dependendo de sua energia. Dessa forma, usando-se feixes de raios X com duas energias diferentes e que atravessam o mesmo ponto do corpo, é possível calcular densidade superficial dos ossos, dados na unidade de  g/cm2. Os dados de cada ponto são combinados para formar uma imagem que permite a identificação e análise das diversas regiões.
No Brasil, o Ministério da Saúde por meio da portaria no 451 de 2014, que versa sobre o protocolo clínico e diretrizes terapêuticas da osteoporose, estabelece a densitometria óssea por DEXA como a técnica diagnóstica para osteoporose, além do exame clínico.

## Outras técnicas
Além da densitometria por DEXA, existem outros métodos que também são usados para a determinação da densidade óssea:
- Ultrasonografia: a ultrasonografia quantitativa é uma técnica que está na segunda posição entre os métodos para avaliar a resistência óssea, após a DEXA. Porém o uso dessa técnica para a seleção e identificação de pessoas com osteoporose é ainda controverso. Trata-se de uma técnica atraente pois não há exposição à radiação ionizante, os custos são mais baixos em relação a outras técnicas e os dispositivos são portáteis.[1]
- Tomografia Computadorizada Quantitativa (TCQ): trata-se da tomografia computadorizada por raios X aplicada à medida da absorção de raios X. Embora bastante difundida no mundo, é uma técnica menos precisa, mais demorada, mais cara e menos segura (em função da dose de radiação[1]) que a DEXA.[7]
- Radiografia convencional : é pouco sensível, detectando a perda óssea apenas quando ela alcança valores entre 30 e 50%.[7]